# 崔春国
崔 春国（崔春國、チェ・チュングック、최춘국）は朝鮮民主主義人民共和国（北朝鮮）の満州派に属する軍人。朝鮮戦争では第12師団を指揮。文献によって崔忠国（崔忠國、최춘국）と表記される。

## 経歴
1914年、咸鏡北道の鉄道労働者の息子としてに生まれる。
汪清遊撃隊に入隊。1930年、金日成の紹介で中国共産党に加入。1932年、汪清遊撃隊第2中隊指導員。1936年、抗日パルチザンの東北抗日聯軍第2軍の連指導員。1937年4月、第2軍独立旅第1団団長。以後、第3方面軍第1団団長、警衛旅第3団政治委員を歴任。1940年7月頃、第3方面軍第13団政治委員兼任。1940年9月、第5軍政治部主任季青の主導で道南特委が結成され、安吉や朴徳山と共に委員に任命。日本軍の討伐を逃れて1940年11月にソ連に入り、オケアンスカヤ野営学校に収容される。第88特別旅団第4大隊第7中隊副中隊長。1945年9月、北朝鮮に帰国し、咸鏡北道羅南警備司令部の責任者や政治局員等を務める。
1948年2月1日から1949年5月6日まで第1師団第3連隊長。後に内務省警備処海岸警備局長。
1950年6月、朝鮮戦争勃発。7月初旬に春川攻略の不手際で第12師団長の全宇少将が更迭され、後任として師団長に任命される。南進を指導したが、慶尚北道安東市における戦闘中、7月30日に地雷に触れて戦死。なお、兪成哲は迫撃砲の直撃による戦死と証言している。第12師団は後に安東崔春国第12歩兵師団と改称された。
江原道党責任秘書などを務めた崔源益は崔春国の長男だとされている。